# الکسی اکیموف
الکسی اکیموف یا الکسی یکیموف (انگلیسی: Alexey Ekimov؛ زادهٔ ۱۹۴۵ (۷۹–۸۰ سال)) فیزیکدان روسی در زمینه حالت جامد و پیشگام در تحقیقات نانومواد است. او در سال ۱۹۸۱، زمانی که در موسسه نوری ایالت واویلوف کار می‌کرد، نانوکریستال‌های نیمه هادی معروف به نقاط کوانتومی را کشف کرد. در سال ۲۰۲۳ به خاطر این کشف جایزه نوبل شیمی را دریافت کرد.

## زندگی
اکیموف در سال ۱۹۴۵ در لنینگراد، اتحاد جماهیر شوروی به دنیا آمد  در سال ۱۹۶۷ از دانشکده فیزیک دانشگاه دولتی لنینگراد فارغ‌التحصیل شد. او در سال ۱۹۷۴ مدرک دکترای خود را در رشته فیزیک در موسسه آیوف آکادمی علوم روسیه دریافت کرد.

## افتخارات و جوایز
اکیموف، بروس و منجی الباوندی برندگان جایزه نوبل شیمی ۲۰۲۳ «برای کشف و سنتز نقاط کوانتومی» بودند.